# Cebrio fairmairii
Cebrio fairmairii is een keversoort uit de familie Cebrionidae. De wetenschappelijke naam van de soort is voor het eerst geldig gepubliceerd in 1873 door Raffray.